# 威廉·帕特森
威廉·帕特森（1745年12月24日—1806年9月9日），是一名新泽西州的政治家、美国宪法签署人以及美国最高法院大法官。此外，1790年至1793年，他还担任新泽西州的第二任州长。

## 生平
威廉·帕特森出生于北爱尔兰安特里姆郡，在他两岁后搬家到美国，并在14岁时入学新泽西州大学（现普林斯顿大学）。毕业后，他跟随律师理查德·斯托克顿学习法律，并在1768年获得律师执照。之后，他被选为新泽西州桑莫塞郡的代表，参加新泽西州的首次省级议会，并担任秘书，负责记录1776年《新泽西州宪法》。
在美国独立后，1776年至1783年，帕特森当选为首位新泽西州检察官，期间负责维持法律和法令的执行，并塑造自己为州内的最重要的律师之一。1783年，他代表新泽西州参加费城制宪会议，并提交新泽西方案，其提出主要是对之前弗吉尼亚州代表提出的弗吉尼亚方案的回应，该方案中设计的两院制联邦国会中两个议院（即今天的联邦众议院和联邦参议院）成员名额均是通过各州人口多少按比例分配。在康涅狄格州提出的康涅狄格妥协方案后，各州签署了美国宪法。
1789年，帕特森成为美国参议院议员，并强烈支持联邦党。作为一名美国参议院司法委员会成员，他在起草《1789年司法法案》中扮演了重要角色（亲自撰写了法案前九章内容），并最终建立了美国联邦司法体制。次年，他辞去参议员职位，进而继任威廉·利文斯顿担任新泽西州州长。在州长任上，他的兴趣聚焦在塑造适应新形势的新泽西州法律和法令改革，他甚至出版新泽西州的一些法律和法庭改革修改方案，一些随后被新泽西州议会批准实施。
1793年2月27日，乔治·华盛顿提名帕特森担任美国最高法院大法官，接替托马斯·约翰逊的席位。然而次日华盛顿就撤销这一决定——他意识到《1789年司法法案》是在帕特森担任参议员时期通过的，这一提名违反了美国宪法第一条第六款（“无被选资格”）。所以，在帕特森参议员资格结束后，1793年3月4日，华盛顿重新提名了帕特森。帕特森立即获得了参议院的批准，并赴任。
在最高法院任上，他就面临了棘手的威士忌暴乱，一些西宾夕法尼亚的农民因反抗联邦政府在威士忌酒上征税。总统华盛顿派遣民兵组织成功镇压了叛乱，而联邦最高法院也首次解释宪法使用，确定如何在国内暴动中使用军队。在他的职业人生中，帕特森始终视法律优先于政府，这个原则正是他撰写到美国宪法中的。
早在1803年，他经历了一次车祸并在之后深受后遗症。1806年9月9日，帕特森死于任内。他葬在纽约州奥尔巴尼的奥尔巴尼乡村公墓，埋在这个公墓中的还有大法官鲁弗斯·威勒·派克汉姆和总统切斯特·亚瑟。
在他去世后，新泽西州的帕特森和威廉·帕特森大学均以他命名。